# Gammelstilla
Gammelstilla är en bruksort belägen i Torsåkers socken i Hofors kommun, Gävleborgs län (Gästrikland).

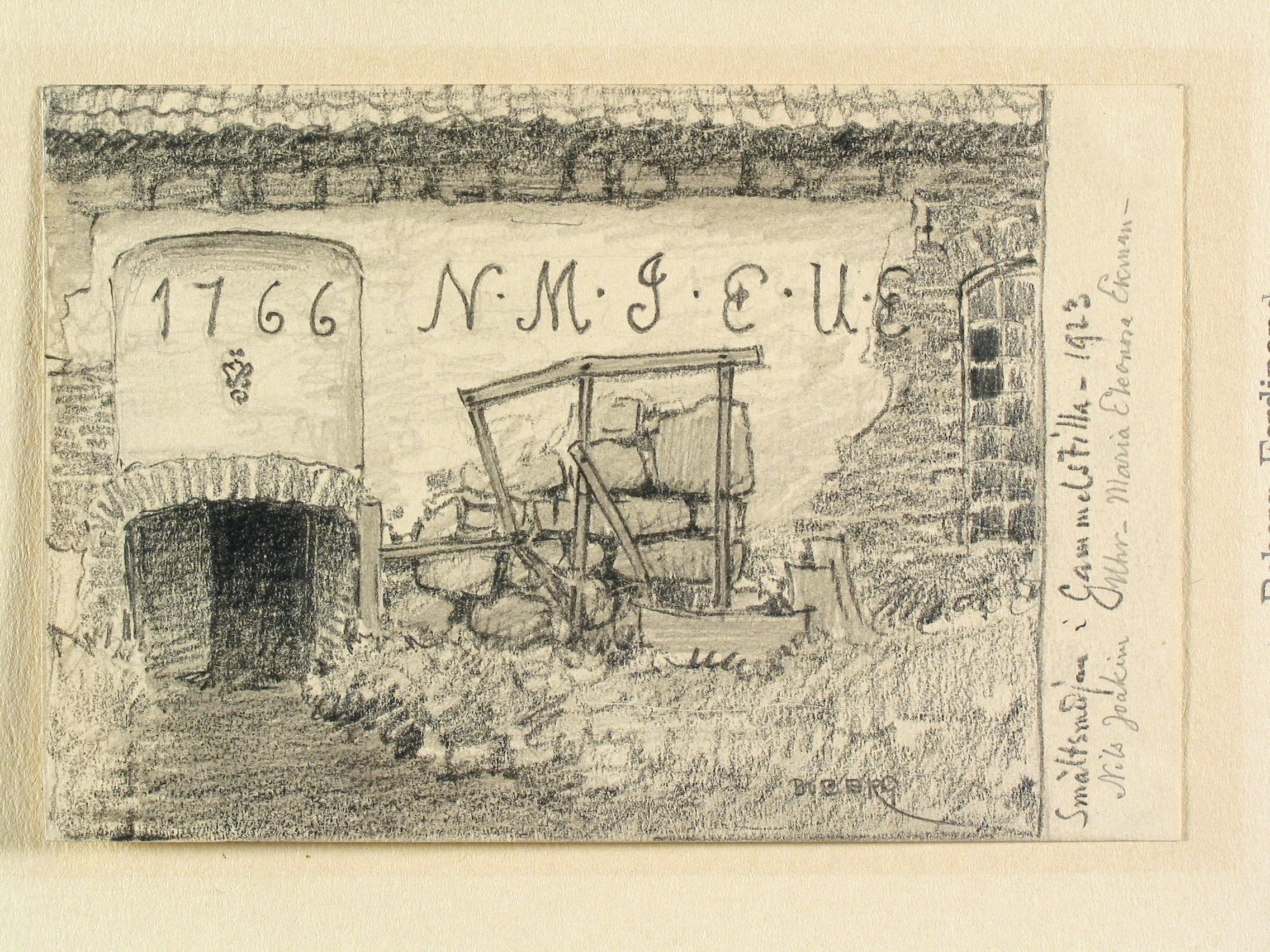
Smältsmedjan i Gammelstilla. På väggen årtalet 1766 samt initialer för Nils Joakim Uhr och Maria Eleonora Ekman. Teckning av Ferdinand Boberg.

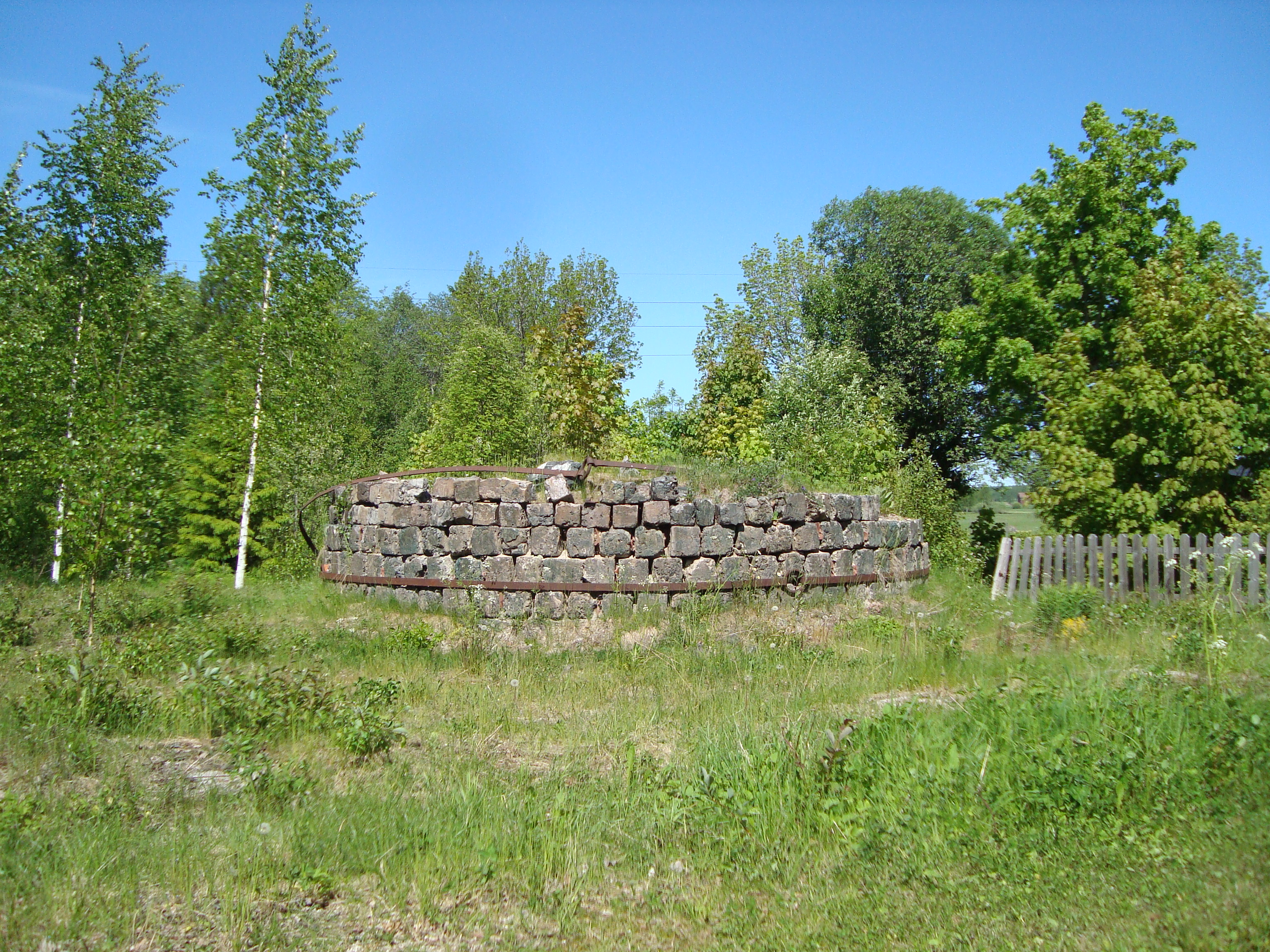
Lämningar av hyttan

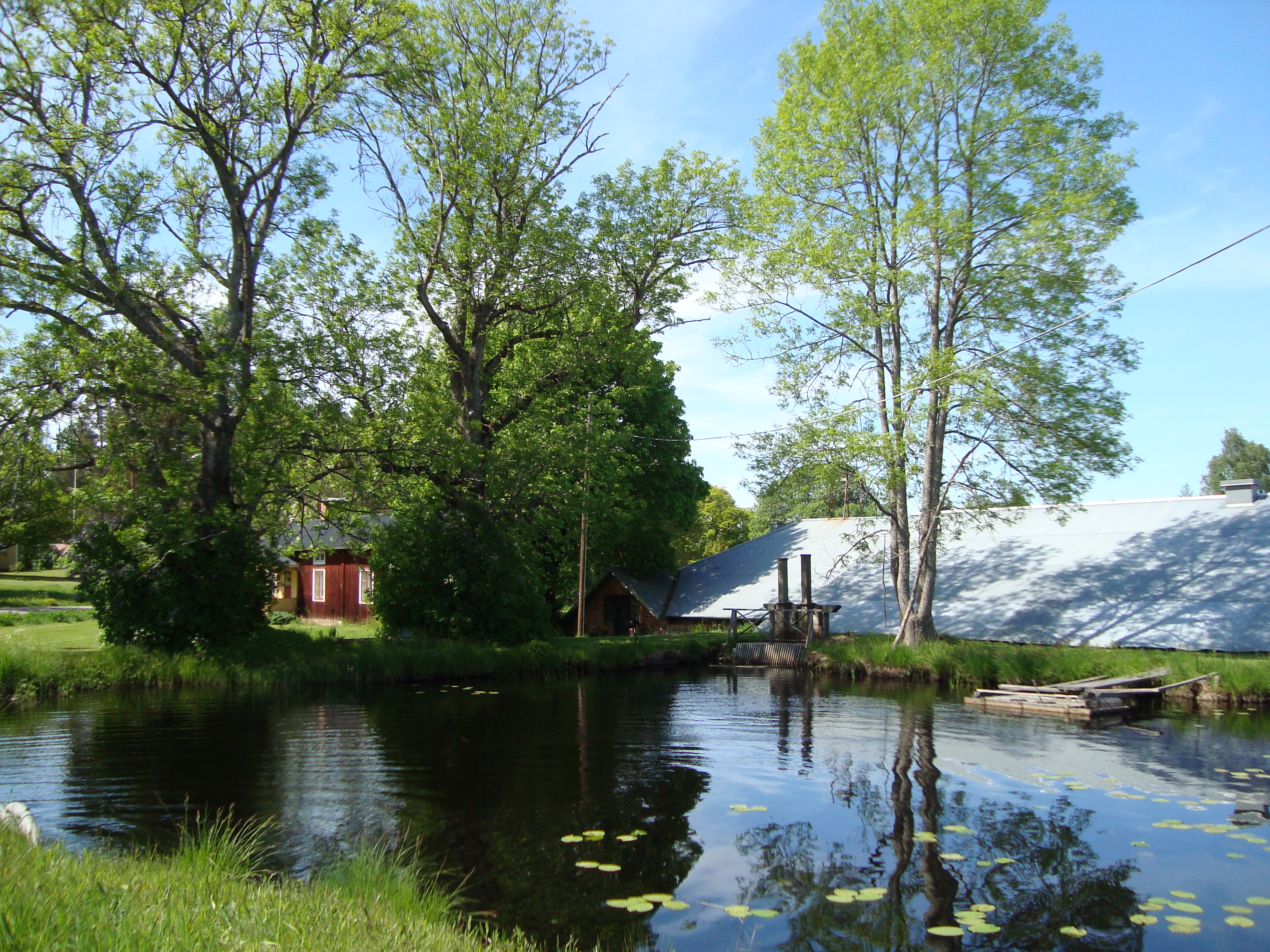
Bruksstugan

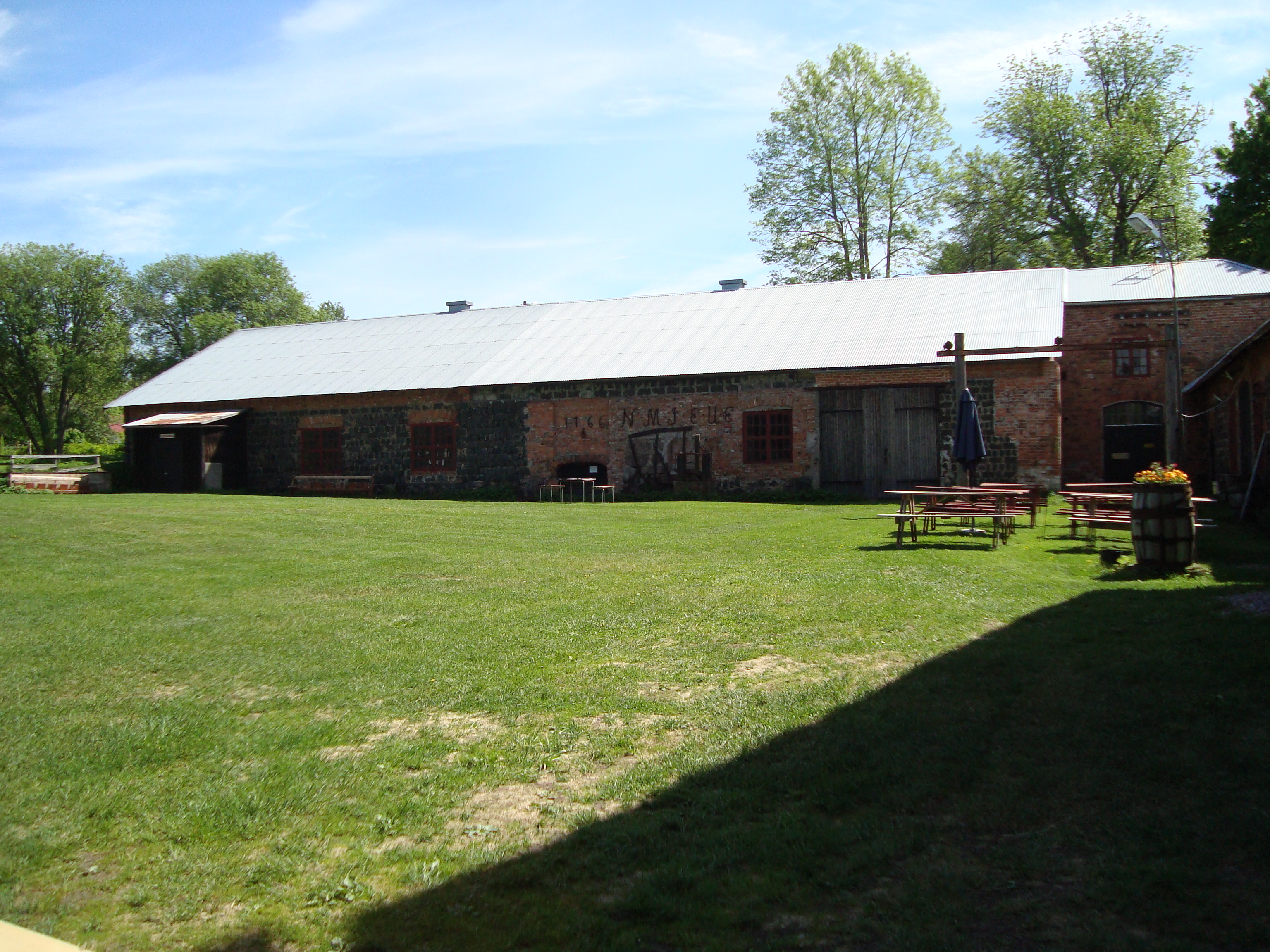
Stångjärnssmedjan

Konung Karl IX hade år 1609 gett två bönder, Sven och Nils Persson, tillstånd att uppta ett torp på kronans mark med sex års skattefrihet. År 1624, då socknens kyrkoherde Jonas Joh. Fluur var ägare, lämnade konung Gustav II Adolf honom sex års frihet på torplägenhet, vilken då legat öde. Efter kyrkoherden Fluur togs Gammelstilla över av myntmästaren Isak Kock, adlad Cronström. Han uppbyggde här med Bergskollegiets tillstånd en hammare. År 1654 utfärdade drottning Christina donationsbrev för Gammelstilla skattehemman, med befrielse från knektutskrivning och kronoutlagor, till brukets bättre drift och fortsättande. Bruket såldes år 1670 till bergmästaren och assessorn Johan Funck, som därefter, 1672, transporterade sin rätt på brukspatronen Isak Mackey.